# Раух, Меир
Меир Раух (15 октября 1909, Жолыня, Польша — 1 августа 1983) — израильский, ранее польский, шахматист.
В составе сборной британской подмандатной Палестины участник 8-й шахматной Олимпиады (1939) в Буэнос-Айресe, где он был заявлен в качестве запасного игрока. Его индивидуальным результатом по итогам игр стали 7,5 очков из 13 возможных. После начала Второй мировой войны остался в Аргентине. В 1945 году вернулся в Палестину. Работал в обувном магазине в Тель-Авиве, являлся членом местного шахматного клуба «Рети».
Отличался в игру в слепую .Сначала в Берлине а затем в 30х годах проводил сеансы одновременной игры в слепую на 4 досках в Тель Авив и на 8 в Иерусалиме. Рассказывал что в начале 40х в Аргентина заинтересовал этим Найдорфа.